# Unión de los Pequeños Fascistas

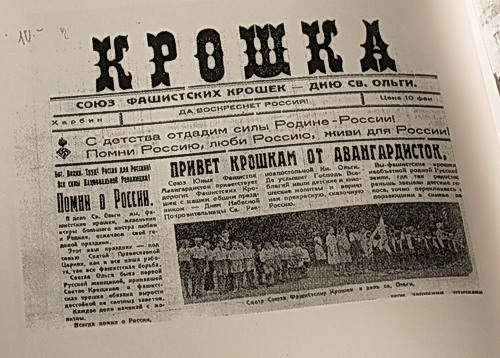
Portada del periódico de la organización - "Kroshka"

La Unión de los Pequeños Fascistas (en ruso: Союз Фашистских Крошек, Soyuz Fashistskikh Kroshek) fue la organización juvenil del Partido Fascista Ruso. Fue fundada en 1934 en Harbin (China), y fue abierto a "chicos y chicas rusos que creen en Dios, aman a Rusia y honran el trabajo". 
El propósito declarado de la Unión fue "salvar a los niños rusos de las calles y el impacto de la desnacionalización, elevándolos para el futuro de Rusia en el espíritu fascista de la religión y el nacionalismo". Los miembros de la Unión fueron niños y niñas rusos emigrados de entre 3 y 10 años. Una autorización de sus padres era todo lo necesario para asegurar su incorporación.

## Estructura
Los miembros fueron organizados en los niveles (de abajo arriba) "Simple", "Inteligente", "Bien informado" y "Avanzado". Cuando un niño alcanzaba los 10 años era transferido a la Unión de los Jóvenes Fascistas, del mismo modo que ocurría con las niñas.
Los grupos de la Unión fueron llamados grupos de Enfoque. Los miembros de cada grupo vivían cerca unos de otros o iban a la misma escuela. Muchos de estos grupos eran a su vez los miembros de un distrito, y varios distritos formaban un departamento. 
Los supervisores adultos se denominaban Maestros de Enfoque (a grandes rasgos, líderes militares), Maestros de Distrito, y Supervisor de Departamento. 
Al frente de la Unión estaba el Centro de Dirección de la Unión, establecido por orden del líder del Partido Fascista Ruso.
Los Pequeños Fascistas vestían uniformes. Los niños llevaban camisas negras, un bálteo, y un pantalón también negro. Las chicas llevan un sarafan negro y blusa blanca.

## Publicaciones
La Unión publicaba un periódico: Kroshka. 